# Tomas Rousseaux
Tomas Rousseaux (Jette, 31 marzo 1994) è un pallavolista belga, schiacciatore del Modena.

## Biografia
Figlio dell'allenatore di pallavolo ed ex pallavolista Émile Rousseaux, i suoi fratelli maggiori sono i pallavolisti Gilles Rousseaux ed Hélène Rousseaux.

## Carriera

### Club
La carriera di Tomas Rousseaux inizia la carriera professionistica nella stagione 2012-13 quando esordisce in Liga A ingaggiato dal Roeselare, con cui rimane per tre stagioni, vincendo tre scudetti, la Coppa del Belgio 2012-13 e due supercoppe nazionale.
Nella stagione 2015-16 viene ingaggiato dal Milano, nella Superlega italiana, mentre in quella successiva si accasa al Friedrichshafen, militante nella 1. Bundesliga tedesca, con cui vince la Supercoppa e la Coppa di Germania.
Dal campionato 2017-18 è di scena nella Polska Liga Siatkówki polacca: nella prima stagione gioca nell'AZS Olsztyn mentre in quella successiva veste la maglia del Katowice; si trasferisce quindi all'Asseco Resovia per l'annata 2019-20 e in quella seguente allo Ślepsk Suwałki; nella stagione 2021-22 fa invece ritorno al club di Katowice; tuttavia, a metà della stagione seguente torna in Superlega, terminando l'annata col Modena.

### Nazionale
Dal 2008 entra a far parte della nazionale under 19, mentre dal 2010 gioca anche per quella under 20 con cui si aggiudica la medaglia di bronzo al campionato europeo di categoria 2012: debutta nel 2011 sia nella nazionale under 21 che in quella nazionale maggiore.

## Palmarès

### Club
- Campionato belga: 3

2012-13, 2013-14, 2014-15
- Coppa del Belgio: 1

2012-13
- Coppa di Germania: 1

2016-17
- Supercoppa belga: 2

2013, 2014
- Supercoppa tedesca: 1

2016

### Nazionale (competizioni minori)
- Campionato europeo under 20 2012